# Talsperre Josefův Důl
Die Talsperre Josefův Důl (Tschechien) liegt oberhalb des Dorfes Josefův Důl u Jablonce nad Nisou (Josefsthal) und staut das Wasser der Kamnitz. Sie wurde zwischen 1976 und 1982 errichtet, hat eine Dammhöhe von 43 m und ein Fassungsvermögen von 23 Mio. m³ und ist die größte Talsperre im Isergebirge. Sie dient der Trinkwasserversorgung und ist deshalb nicht für Erholungszwecke freigegeben.